# Torpegölen
Torpegölen är en sjö i Åtvidabergs kommun i Småland och ingår i Vindåns huvudavrinningsområde. Sjön har en area på 0,0499 kvadratkilometer och ligger 58,9 meter över havet.

## Delavrinningsområde
Torpegölen ingår i det delavrinningsområde (645408-152887) som SMHI kallar för Inloppet i Västersjön. Medelhöjden är 80 meter över havet och ytan är 10,38 kvadratkilometer. Det finns inga avrinningsområden uppströms utan avrinningsområdet är högsta punkten. Avrinningsområdets utflöde Vindån (Fänån) mynnar i havet. Avrinningsområdet består mestadels av skog (59 %), öppen mark (11 %) och jordbruk (17 %). Avrinningsområdet har 1,22 kvadratkilometer vattenytor vilket ger det en sjöprocent på 11,7 %.